# رونکل
شهر رونکل (به آلمانی: Runkel) در ایالت هسن در کشور آلمان واقع شده‌است.